# Anna Węgleńska
Anna Węgleńska (ur. 14 kwietnia 1943 w Warszawie) – polska tłumaczka szwedzkiej literatury pięknej i dziecięcej.
Absolwentka filologii polskiej na Uniwersytecie Łódzkim. Przez ponad dwadzieścia lat pracowała w wydawnictwie Nasza Księgarnia.
Jako tłumaczka zadebiutowała w roku 1985 przekładem na polski książki Ronja, córka zbójnika Astrid Lindgren. Przetłumaczyła kilkadziesiąt pozycji tej autorki - zarówno powieści, jak i zbiory opowiadań, książki obrazkowe i komiksy. Jest również tłumaczką biografii Astrid Lindgren autorstwa Margarety Strömstedt Astrid Lindgren: opowieść o życiu i twórczości, a także korespondencji i dzienników Lindgren.
W jej przekładzie ukazały się również utwory takich autorów jak Bo Carpelan, Annika Thor i Kerstin Ekman.

## Dorobek translatorski
- Astrid Lindgren, Ronja córka zbójnika. Warszawa: Nasza Księgarnia, 1985. ISBN 83-10-08843-4
- Bo Carpelan, Julius z Księżycowej Doliny. Warszawa: Nasza Księgarnia, 1987. ISBN 83-10-09162-1
- Astrid Lindgren, Samuel August z Sevedstorp i Hanna z Hult. Warszawa: Nasza Księgarnia, 1987.
- Astrid Lindgren, Ja też chcę mieć rodzeństwo. Warszawa: Nasza Księgarnia, 1992. ISBN 83-10-09645-3
- Astrid Lindgren, Ja też chcę chodzić do szkoły. Warszawa: Nasza Księgarnia, 1992. ISBN 83-10-09646-1
- Astrid Lindgren, Dzień dziecka w Bullerbyn. Warszawa: Nasza Księgarnia, 1992. ISBN 83-10-09644-5
- Astrid Lindgren, Zabawa choinkowa Pippi. Warszawa: Nasza Księgarnia, 1992. ISBN 83-10-09670-4
- Astrid Lindgren, Pippi urządza przyjęcie. Warszawa: Nasza Księgarnia, 1993. ISBN 83-10-09693-3
- Astrid Lindgren, Pippi jest najsilniejsza na świecie. Warszawa: Nasza Księgarnia, 1993. ISBN 83-10-09692-5
- Astrid Lindgren, Dzieci z ulicy Awanturników. Warszawa: Nasza Księgarnia, 1994. ISBN 83-10-09850-2
- Astrid Lindgren, Madika z Czerwcowego Wzgórza. Warszawa: Nasza Księgarnia, 1994. ISBN 83-10-09792-1
- Astrid Lindgren, Madika i berbeć z Czerwcowego Wzgórza. Warszawa: Nasza Księgarnia, 1994. ISBN 83-10-09824-3
- Astrid Lindgren, Karlsson z dachu lata znów(inne języki). Warszawa: Nasza Księgarnia, 1996. ISBN 83-10-09917-7
- Kerstin Ekman, Czarna Woda. Warszawa: Muza, 1997. ISBN 83-7079-806-3
- Astrid Lindgren, Rasmus, Pontus i pies Toker. Warszawa: Nasza Księgarnia, 1997. ISBN 83-10-10031-0
- Astrid Lindgren, Detektyw Blomkvist żyje niebezpiecznie. Warszawa: Nasza Księgarnia, 1998. ISBN 83-10-10257-7
- Margareta Strömstedt, Astrid Lindgren: opowieść o życiu i twórczości. Warszawa: Nasza Księgarnia, 2000. ISBN 83-10-10681-5
- Annika Thor, Prawda czy wyzwanie. Warszawa: Jacek Santorski & Co, 2001. ISBN 83-88875-01-9
- Astrid Lindgren, Przygody Emila za Smalandii. (tłum. razem z Ireną Szuch-Wyszomirską). Warszawa: Nasza Księgarnia, 2005. ISBN 83-10-11102-9
- Kerstin Ekman, Dzwon śmierci. Warszawa: Jacek Santorski & Co, 2005. ISBN 83-89763-42-7
- Portrety Astrid Lindgren (red. Jacob Forsell; tekst Johan Erséus; eseje Astrid Lindgren, Margareta Strömstedt; układ graf. Mikael Engblom). Warszawa: Nasza Księgarnia, 2007. ISBN 978-83-10-11220-0
- Astrid Lindgren, Kati w Ameryce. Warszawa: Nasza Księgarnia, 2007. ISBN 978-83-10-11339-9
- Astrid Lindgren, Boże Narodzenie w Bullerbyn. Poznań: Wydawnictwo Zakamarki, 2007. ISBN 978-83-60963-17-3
- Astrid Lindgren, Ach ten Emil! Poznań: Wydawnictwo Zakamarki, 2007. ISBN 978-83-60963-04-3
- Astrid Lindgren, Czy nasz Pippi Pończoszankę? Poznań: Wydawnictwo Zakamarki, 2007. ISBN 978-83-60963-02-9
- Astrid Lindgren, Patrz, Madika, pada śnieg! Poznań: Wydawnictwo Zakamarki, 2007. ISBN 978-83-60963-16-6
- Astrid Lindgren, Pewnie, że Lotta umie jeździć na rowerze. Poznań: Wydawnictwo Zakamarki, 2007. ISBN 978-83-60963-03-6
- Astrid Lindgren, Kati we Włoszech. Warszawa: Nasza Księgarnia, 2007. ISBN 978-83-10-11372-6
- Astrid Lindgren, Pewnie że Lotta umie prawie wszystko. Poznań: Wydawnictwo Zakamarki, 2008. ISBN 978-83-60963-46-3
- Astrid Lindgren, Emil i ciasto na kluski. Poznań: Wydawnictwo Zakamarki, 2008. ISBN 978-83-60963-47-0
- Astrid Lindgren, Dzielna Kajsa. Warszawa: Nasza Księgarnia, 2008. ISBN 978-83-10-11548-5
- Astrid Lindgren, Wiosna w Bullerbyn. Poznań: Wydawnictwo Zakamarki, 2008. ISBN 978-83-60963-18-0
- Astrid Lindgren, Jeszcze żyje Emil ze Smalandii. Warszawa: Nasza Księgarnia, 2008. ISBN 978-83-10-11448-8
- Astrid Lindgren, Kati w Paryżu. Warszawa: Nasza Księgarnia, 2008. ISBN 978-83-10-11394-8
- Astrid Lindgren, Nowe psoty Emila ze Smalandii. Warszawa: Nasza Księgarnia, 2008. ISBN 978-83-10-11447-1
- Astrid Lindgren, Pewnie, że Lotta jest wesołym dzieckiem. Poznań: Wydawnictwo Zakamarki, 2009. ISBN 978-83-60963-61-6
- Astrid Lindgren, Skąpy nie jestem, powiedział Emil. Poznań: Wydawnictwo Zakamarki, 2009. ISBN 978-83-60963-72-2
- Astrid Lindgren, Ucieczka Pippi. Poznań: Wydawnictwo Zakamarki, 2009. ISBN 978-83-60963-75-3
- Astrid Lindgren, Dzień Dziecka w Bullerbyn. Poznań: Wydawnictwo Zakamarki, 2009. ISBN 978-83-60963-57-9
- Astrid Lindgren, Ja nie chcę iść spać. Poznań: Wydawnictwo Zakamarki, 2009. ISBN 978-83-60963-73-9
- Astrid Lindgren, Mała Ida też chce psocić. Poznań: Wydawnictwo Zakamarki, 2009. ISBN 978-83-60963-62-3
- Kerstin Ekman, Praktyka morderstwa. Warszawa: Czarna Owca, 2011. ISBN 978-83-7554-276-9
- Kerstin Ekman, Oszustki. Warszawa: Czarna Owca, 2014. ISBN 978-83-7554-602-6
- Astrid Lindgren & Kitty Crowther, Skrzat nie śpi. Poznań: Wydawnictwo Zakamarki, 2015. ISBN 978-83-7776-119-9
- Astrid Lindgren & Ingrid Vang Nyman, Pippi się wprowadza i inne komiksy. Poznań: Wydawnictwo Zakamarki, 2015. ISBN 978-83-7776-107-6
- Astrid Lindgren & Sara Schwardt, "Twoje listy chowam pod materacem": korespondencja 1971-2002. Warszawa: Nasza Księgarnia, 2015. ISBN 978-83-10-12681-8
- Astrid Lindgren, Dzienniki z lat wojny 1939-1945. Warszawa: Wydawnictwo Nasza Księgarnia, 2016. ISBN 978-83-10-12924-6
- Astrid Lindgren & Ingrid Vang Nyman, Pippi zawsze sobie poradzi i inne komiksy. Poznań: Wydawnictwo Zakamarki, 2016. ISBN 978-83-7776-123-6
- Astrid Lindgren, Peter i Lena: dwa opowiadania. Poznań: Wydawnictwo Zakamarki, 2017. ISBN 978-83-7776-136-6
- Astrid Lindgren, Jak Kalle rozprawił się z bykiem. Poznań: Wydawnictwo Zakamarki, 2017. ISBN 978-83-7776-147-2
- Astrid Lindgren, Jak Johan uratował cielaka, Poznań: Wydawnictwo Zakamarki, 2017. ISBN 978-83-7776-148-9
- Astrid Lindgren & Ingrid Vang Nyman, Pippi nie chce być duża i inne komiksy, Poznań: Wydawnictwo Zakamarki, 2020. ISBN 978-83-7776-201-1
- Astrid Lindgren, Pippi w parku, Poznań: Wydawnictwo Zakamarki, 2020. ISBN 978-83-7776-202-8
- Astrid Lindgren, Żadnej przemocy!, Poznań: Wydawnictwo Zakamarki 2020. ISBN 978-83-7776-197-7